# Gare d'Escalquens
La gare d'Escalquens est une gare ferroviaire française, de la ligne de Bordeaux-Saint-Jean à Sète-Ville, située au passage à niveau de l'avenue de la gare sur le territoire de la commune d'Escalquens, dans le département de la Haute-Garonne en région Occitanie.
Elle est mise en service en 1857 par la Compagnie des chemins de fer du Midi et du Canal latéral à la Garonne. C'est une gare de la Société nationale des chemins de fer français (SNCF), desservie par des trains TER Occitanie circulant sur l'axe Toulouse - Narbonne - Perpignan.

## Situation ferroviaire
Établie à 158 m d'altitude, la gare d'Escalquens est située au point kilométrique (PK) 269,464 de la ligne de Bordeaux-Saint-Jean à Sète-Ville, entre les gares de Labège-Village et de Montlaur.

## Histoire
La Compagnie des chemins de fer du Midi et du Canal latéral à la Garonne met en service la section de Toulouse à Béziers et la gare de Montlaur le 22 avril 1857. En 1858, Escalquens est la 46e station du chemin de fer de Bordeaux à Cette, elle dessert ce village de 537 habitants, située à 13 km de Toulouse, 270 km de Bordeaux et 207 km de Cette.

## Fréquentation
De 2015 à 2023, selon les estimations de la SNCF., la fréquentation annuelle de la gare s'élève aux nombres indiqués dans le tableau ci-dessous :
| Année           | 2015   | 2016   | 2017   | 2018   | 2019   | 2020   | 2021   | 2022   | 2023   |
| --------------- | ------ | ------ | ------ | ------ | ------ | ------ | ------ | ------ | ------ |
| Voyageurs seuls | 63 141 | 62 219 | 64 311 | 49 190 | 57 402 | 45 517 | 53 746 | 61 053 | 72 598 |

## Service des voyageurs

### Accueil
Gare SNCF, elle dispose d'un bâtiment voyageurs, avec guichet, ouvert du lundi au samedi et fermé les dimanches et jours fériés. Elle est équipée d'automates pour l'achat de titres de transport
Le passage d'un quai à l'autre se fait par un passage planchéié en face du bâtiment voyageurs.

### Desserte
Escalquens est desservie par des trains régionaux TER Occitanie qui effectuent des missions entre les gares :
- Toulouse-Matabiau - Narbonne , à raison d'environ deux trains par heure en heures de pointe et d'un train par heure en heures creuses. Le temps de trajet est d'environ 15 minutes depuis Toulouse-Matabiau et 1 heure 25 minutes depuis Narbonne.
- Toulouse-Matabiau - Perpignan, à raison d'un train toutes les 2 heures. Le temps de trajet est d'environ 15 minutes depuis Toulouse-Matabiau et 2 heures 15 minutes depuis Perpignan. Certains trains sont prolongés au-delà de Perpignan, jusqu'à Cerbère voire Portbou le week-end.

### Intermodalité
Un parking pour les véhicules est aménagé. 
La gare est desservie par des bus des lignes 79, 80 et 204 du réseau Tisséo et par la ligne 386 du réseau Lio.

## Service des marchandises
Escalquens est une gare Fret SNCF, code 611707, qui propose un « service limité aux transports par train en gare ».

## Galerie

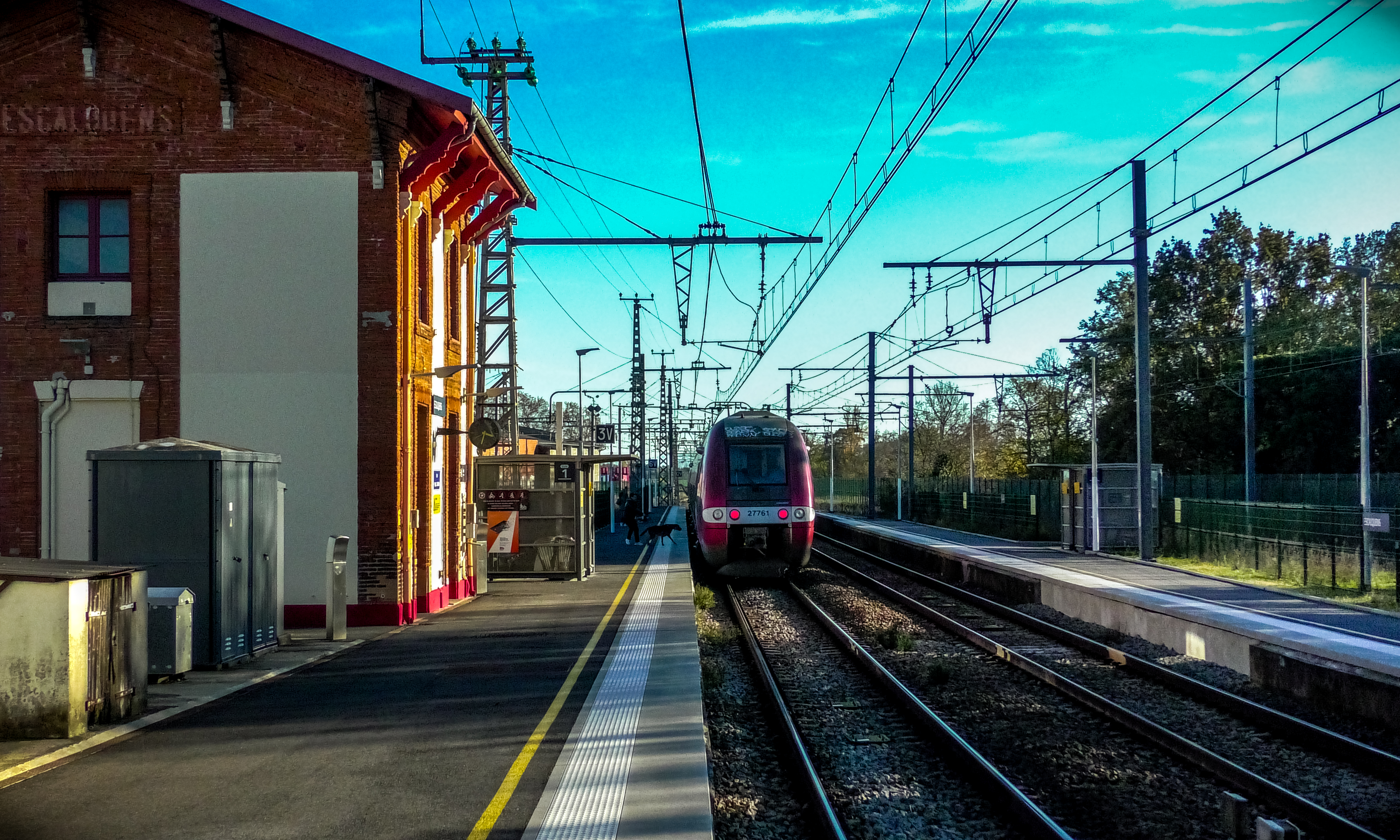
Les quais de la gare.
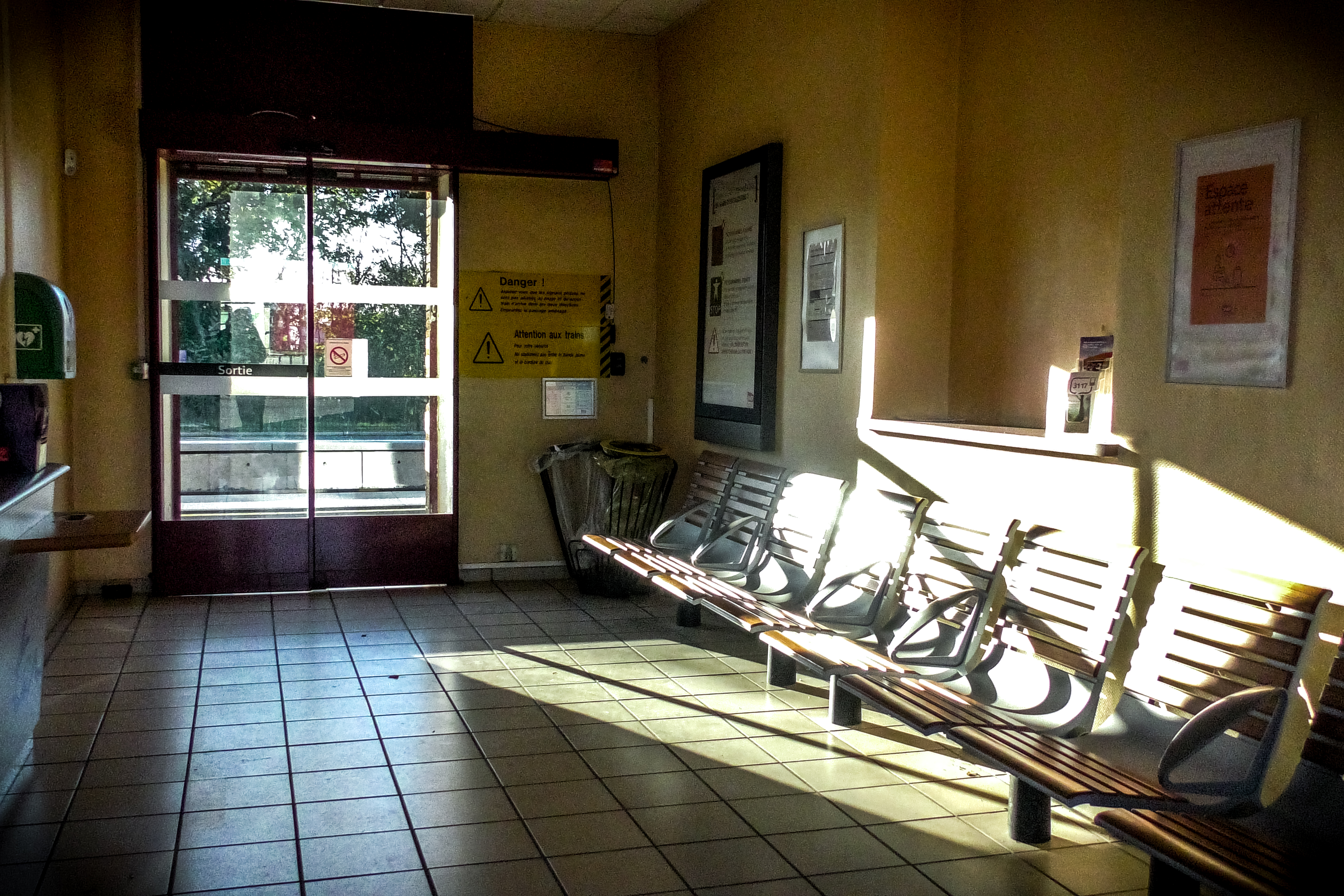
Intérieur du bâtiment voyageurs.
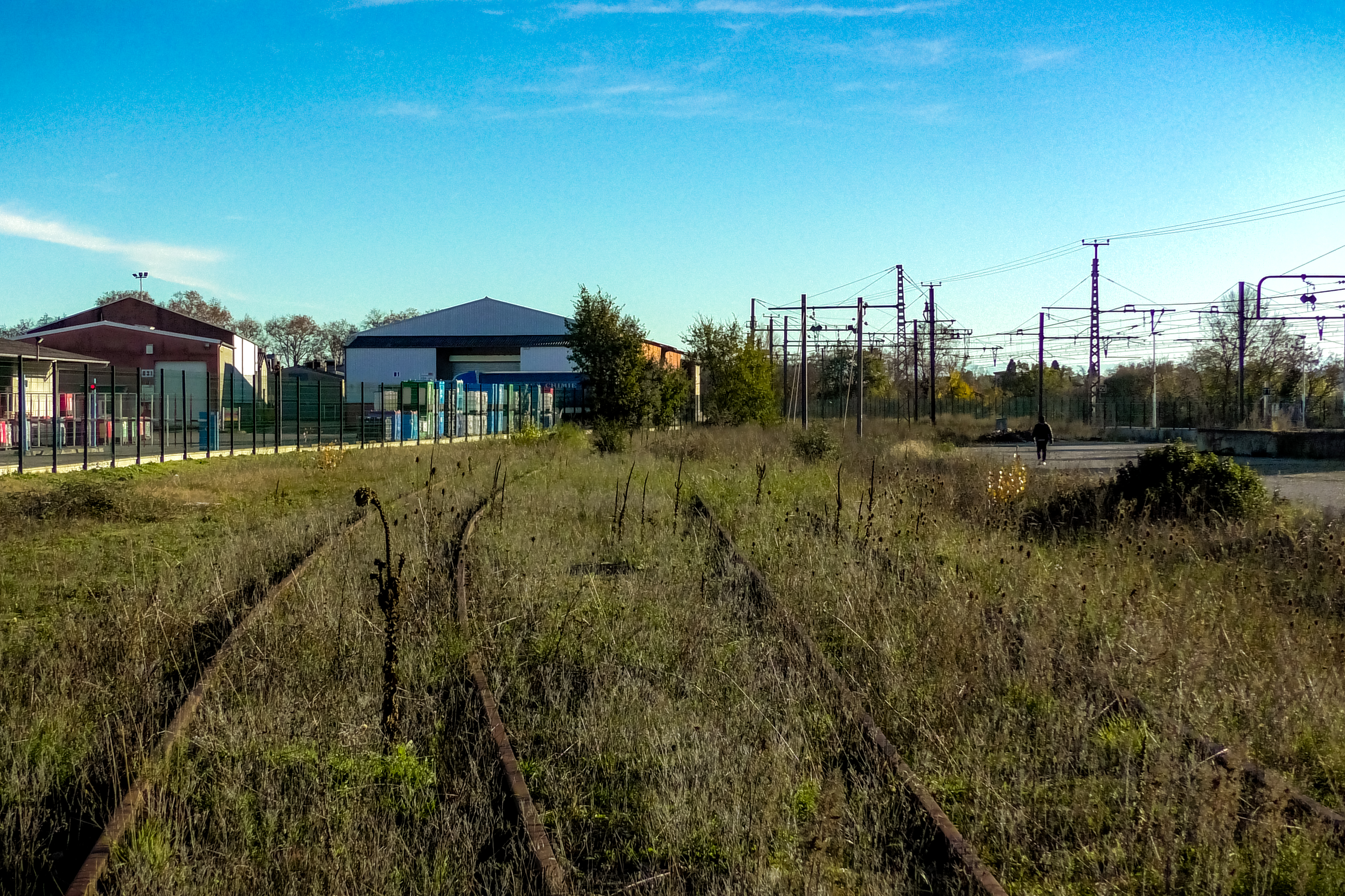
Voies de fret à l'abandon.